# Арки (Кјети)
Арки (итал. Archi) је насеље у Италији у округу Кјети, региону Абруцо.
Према процени из 2011. у насељу је живело 580 становника. Насеље се налази на надморској висини од 442 м.

## Становништво
Према резултатима пописа становништва 2011. у општини је живело 2.282 становника.
| 1931. | 1936. | 1951. | 1961. | 1971. | 1981. | 1991. | 2001. | 2011. |
| ----- | ----- | ----- | ----- | ----- | ----- | ----- | ----- | ----- |
| 3.300 | 3.467 | 3.292 | 2.773 | 2.503 | 2.525 | 2.392 | 2.336 | 2.282 |